# Río Liútaya
El río Liútaya (del ruso: Лю́тая) es un río del noroeste de la Rusia europea, afluente por la orilla izquierda del río Porusia.
Nace en los extensos pantanos situados en la frontera de los óblasts de Nóvgorod y Pskov. Desemboca tras 40 km de tortuoso recorrido en el Porusia cerca de la aldea Vekshino, donde cruza la carretera Stáraya Rusa-Jolm. 
A orillas del río se encuentras las aldeas Andriushino, Yamno, Dubovaya, Ruchi, Nóvaya Derevnia, Luskarevo, Gorushka, Griby y Veshkino.